# Los cien días de Ana
Los cien días de Ana fue una telenovela argentina emitida en 1982, con historia original de Osvaldo Dragún. Protagonizada por Andrea del Boca. Coprotagonizada por Thelma Stefani, Aníbal Morixe, Jorge Marrale, Juan Manuel Tenuta y Cristina Lemercier. También, contó con la actuaciones especiales de Fernanda Mistral y el primer actor Duilio Marzio, además de la presentación estelar de Silvestre. 

## Sinopsis
La historia comienza con el cumpleaños número 17 de Ana, ocasión en la que Aníbal y Dora (los millonarios padres de Ana) organizan una gran fiesta con familiares y amigos. Después de la fiesta, Ana y sus amigas van a un discoteca para continuar festejando y allí conoce a Renzo, un humilde y tímido hombre con una gran pasión por la música.
Los dos se enamoran pero Aníbal, un hombre celoso y posesivo, no está de acuerdo con esta relación y hace que Renzo deje a Ana. Sin embargo, a ella le diagnostican leucemia pero no le importa mejorarse, ya que sin Renzo no tiene un motivo de vivir por lo que, debido a la salud de su hija, Aníbal le pide a Renzo que vuelva a estar con ella (aunque en realidad dicha súplica forma parte de un plan para separarlos otra vez cuando Ana se recupere). Sin embargo, el amor entre Ana y Renzo es tan grande que deciden casarse para enfrentar todas los problemas juntos. Ana queda embarazada y da a luz a una niña por lo que, para ayudar con los gastos de la casa, Ana empieza a dar clases de educación física, mientras que Renzo está cada vez más cerca de triunfar con la música y, a pesar de todo, los dos harán todo para poder estar juntos para siempre.

## Elenco
- Andrea del Boca ... Ana
- Silvestre ... Renzo
- Duilio Marzio ... Aníbal
- Fernanda Mistral ... Dora
- Thelma Stefani ... Dora
- Jorge Marrale ... Ariel
- Rafael Rodríguez ... Ernesto
- Aníbal Morixe ... Oscar
- Juan Manuel Tenuta ... Elio
- Roberto Fiore ... Marcos
- Norberto González ... Lito
- Patricia Palmer
- Manuel Martínez
- Rosa Ferre
- Cesar André
- Ilda Arce
- Juan Leyrado

## Emisión internacional

### Sudamérica
- Argentina: Volver
- Uruguay: Teledoce
- Paraguay: TV4 Asunción (hoy Unicanal)
- Venezuela: Venevisión
- Perú: Frecuencia 2 (hoy Latina)
- Costa Rica: Multivision Canal 4

### Norteamérica
México: XEFB Canal 3 (De la entonces Cadena Televisora del Norte, Hoy Televisa Monterrey)

## Adaptaciones
- La cadena mexicana Televisa realizó una adaptación de esta historia en 1996 titulada Canción de amor, protagonizada por la fallecida Lorena Rojas y Eduardo Capetillo.